# Glod
Glod – wieś w Rumunii, w okręgu Alba, w gminie Almașu Mare. W 2011 roku liczyła 215 mieszkańców.